# Corvulus de Friuli
Corvulus a fost duce longobard de Friuli pentru o scurtă perioadă de la începutul secolului al VIII-lea (probabil, în 705 sau 706).
Corvulus l-a înlocuit la conducerea ducatului pe Ferdulf, însă se pare că l-a jignit pe regele longobarzilor Aripert al II-lea, care l-a arestat și l-a orbit. În continuare, Corvulus a trăit în obscuritate și plin de rușine, potrivit cronicarului Paul Diaconul, iar la conducerea ducatului de Friuli a trecut Pemmo.